# Fünfkampf-Europameisterschaft

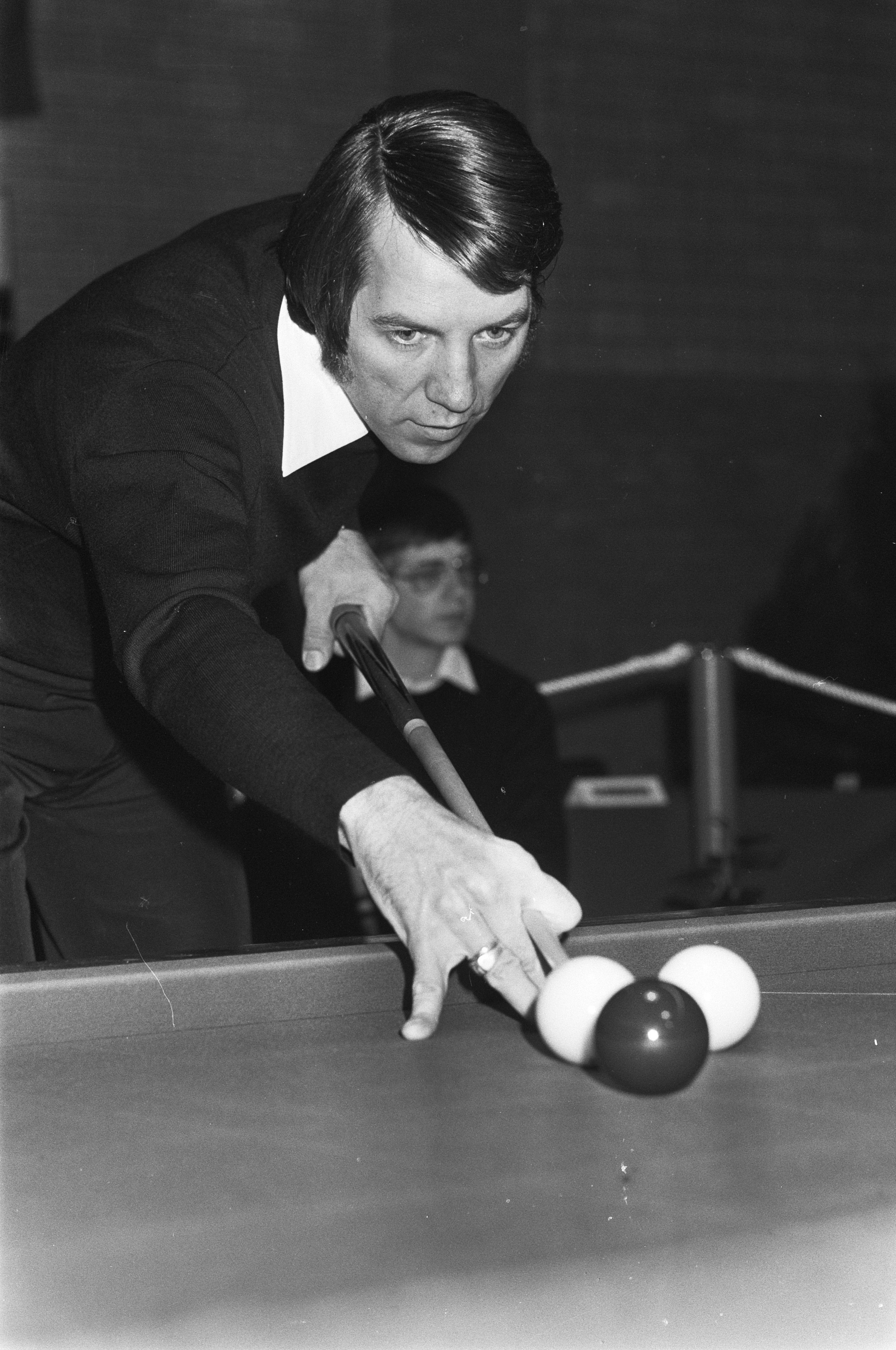
Dieter Müller bei der letzten EM 1980, im Hintergrund Christ van der Smissen

Die Fünfkampf-Europameisterschaft wurde von 1954 bis 1980 in der Karambolagevariante Fünfkampf (einem Mehrkampf mit den Disziplinen Freie Parte, Einband, Dreiband sowie zwei verschiedenen Cadre-Varianten) ausgetragen. Ausgerichtet wurde sie vom europäischen Karambolagebillard-Verband CEB (Confédération Européenne de Billard). Diese Mehrkampfmeisterschaft wird international auch Pentathlon genannt. 

## Geschichte und Modi
Die Turniere von 1954 bis 1973 wurden in allen Disziplinen auf maximale Distanz gespielt. Dabei trat jeder Akteur gegen jeden an. Das Turnier dauerte über eine Woche. Es wurde in den Disziplinen Freie Parte, Cadre 47/2, Einband, Cadre 71/2 und Dreiband (in dieser Reihenfolge) gespielt. Von 1977 bis 1980 wurde die Disziplin Cadre 47/2 gegen Cadre 47/1 getauscht.

### Partiedistanzen
- Von 1954 bis 1973: Freie Partie (500 Points), Cadre 47/2 (400 Points), Einband (200 Points) Cadre 71/2 (300 Points) und Dreiband (60 Points)
- Von 1977 bis 1980: Freie Partie (250 Points), Cadre 47/1 (150 Points), Einband (100 Points) Cadre 71/2 (150 Points) und Dreiband (30 Points)

## Rekorde
Für jede Disziplin gibt es einen Koeffizienten, der zur Ermittlung des sog. verhältnismäßigen Generaldurchschnittes (VGD) dient.
- VGD 1954 bis 1973: 519,88 Raymond Ceulemans (1971 in Amersfoort)
- VGD 1977 bis 1980: 260,48 Raymond Ceulemans (1979 in Löwen)

## Turnierstatistik
| Jahr | Ort              | Gold                   | VGD    | Silber                 | VGD    | Bronze                 | VGD    |
| ---- | ---------------- | ---------------------- | ------ | ---------------------- | ------ | ---------------------- | ------ |
| 1954 | Valencia         | Joaquín Domingo        | 30,60  | Jos Vervest            | 28,95  | René Vingerhoedt       | 40,18  |
| 1970 | Murcia           | Raymond Ceulemans      | 196,42 | José Gálvez            | 75,90  | Dieter Müller          | 54,22  |
| 1971 | Amersfoort       | Ludo Dielis            | 419,66 | Raymond Ceulemans      | 519,88 | Hans Vultink           | 194,84 |
| 1973 | Deurne           | Raymond Ceulemans      | 286,35 | Ludo Dielis            | 280,17 | Dieter Müller          | 135,45 |
| 1977 | Krefeld          | Ludo Dielis            | 152,61 | Dieter Müller          | 106,66 | Raymond Ceulemans      | 165,24 |
| 1978 | Moyeuvre-Grande  | Christ van der Smissen | 210,44 | Raymond Ceulemans      | 225,46 | Ludo Dielis            | 200,29 |
| 1979 | Löwen            | Raymond Ceulemans      | 260,48 | Christ van der Smissen | 137,33 | Ludo Dielis            | 144,28 |
| 1980 | Heeswijk-Dinther | Dieter Müller          | 114,62 | Thomas Wildförster     | 100,04 | Christ van der Smissen | 128,51 |

## Medaillenspiegel
| Platz | Name                   | Gold | Silber | Bronze | Erste- Teilnahme | Ort        |
| ----- | ---------------------- | ---- | ------ | ------ | ---------------- | ---------- |
| 01.   | Raymond Ceulemans      | 3    | 2      | 1      | 1970             | Murcia     |
| 02.   | Ludo Dielis            | 2    | 1      | 2      | 1971             | Amersfoort |
| 03.   | Dieter Müller          | 1    | 1      | 2      | 1970             | Murcia     |
| 04.   | Christ van der Smissen | 1    | 1      | 1      | 1977             | Krefeld    |
| 05.   | Joaquín Domingo        | 1    | 0      | 0      | 1954             | Valencia   |
| 06.   | Jos Vervest            | 0    | 1      | 0      | 1954             | Valencia   |
|       | José Gálvez            | 0    | 1      | 0      | 1970             | Murcia     |
|       | Thomas Wildförster     | 0    | 1      | 0      | 1979             | Löwen      |
| 09.   | René Vingerhoedt       | 0    | 0      | 1      | 1954             | Valencia   |
|       | Hans Vultink           | 0    | 0      | 1      | 1971             | Amersfoort |

| Platz | Name        | Gold | Silber | Bronze |
| ----- | ----------- | ---- | ------ | ------ |
| 01.   | Belgien     | 5    | 4      | 4      |
| 02.   | Deutschland | 1    | 2      | 2      |
| 03.   | Niederlande | 1    | 1      | 2      |
| 04.   | Spanien     | 1    | 1      | 0      |